# Matoto

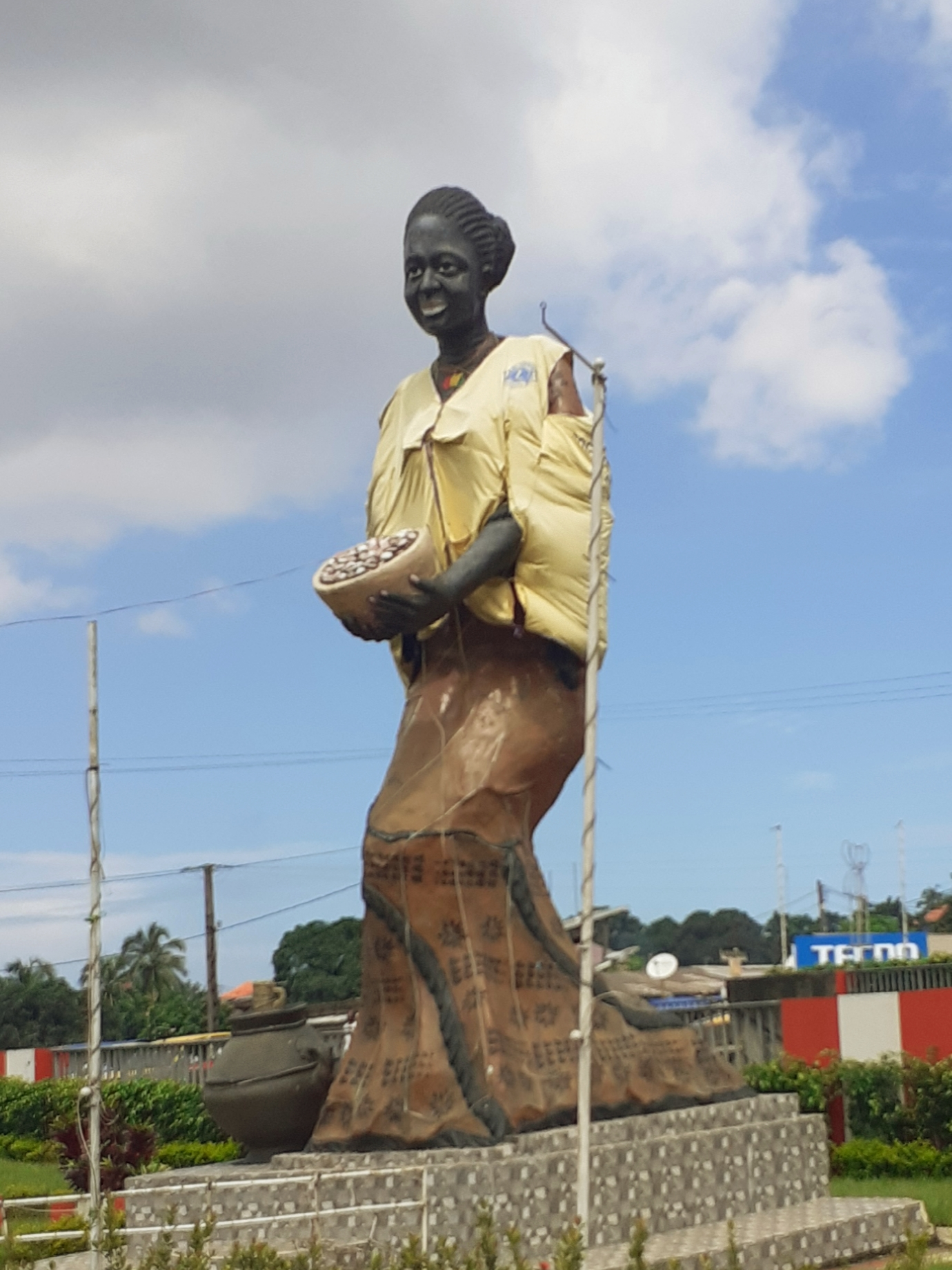

Matoto é uma subprefeitura na Região de Conacri, na Guiné. É uma das cinco regiões em que se divide a capital do país. O Aeroporto Internacional de Conacri situa-se em Matoto.